# Lamta
Lamta (لمطة in arabo) è una città della Tunisia, nel governatorato di Monastir.
In antichità la città era conosciuta con il nome di Leptis Parva (o Minor), per distinguerla dall'omonima Leptis (detta Magna) in Tripolitania.
Il museo locale di antichità conserva importanti reperti d'epoca punica e romana. Nella tarda antichità ed in epoca bizantina fu sede di una diocesi cattolica.